# Ampelopsis acutidentata
Ampelopsis acutidentata — вид рослин з роду виноградівник (Ampelopsis). Ендемік для Китаю (провінції: Сичуань, Сіцзан, Юньнань). Зростає у чагарниках й на схилах пагорбів, на висоті від 2000 до 3200 метрів над рівнем моря.

## Опис
Гілочки тонкі, голі, з поздовжніми гребенями. Листя просте. Прилистки опадають. Черешок голий, від 1,5 до 4 см завдовжки. Листкова пластинка яйцеподібна, розміром від 2,5 до 7,5 см завдовжки та від 3 до 7 см завширшки, гола, базальних жилок 5, бічних жилок від 3 до 4 пар, прожилки непомітно підняті, основа усічена або майже усічена, край з кількома неправильними, гострими зубцями, верхівка загострена або гостра. Суцвіття — щитковидний багатолистник, псевдокінцевий або листосупротивний. Квітконіжка гола, розміром 2—3 мм. Бруньки яйцеподібні, 1,5—2 мм, верхівка закруглена. Чашолисток голий, лопатевий. Пелюстки яйцеподібно-еліптичні, розміром від 1,3 до 1,8 мм, голі. Пиляки овальні. Зав'язь прирощена до диска в нижній частині. Ягода від 7 до 8 мм у діаметрі. Насіння оберненояйцеподібне, халазальний вузол еліптичний. Цвіте з червня по серпень. Плодоносить з вересня по жовтень.